# Muhamed Pašalić
Muhamed Pašalić (Sarajevo, 27 augustus 1987) is een Bosnisch basketballer.

## Carrière
Pašalić begon zijn carrière bij KK Vogošća en daarna KK Bosna. In 2011 tekende hij een contract bij het Griekse EK Kavalas waar hij een seizoen speelde. Het seizoen erop speelde hij bij Aris BC ook in de Griekse competitie. Na een seizoen in de Franse competitie bij Champagne Châlons-Reims Basket keerde hij terug naar Aris. In 2015 tekende hij een contract bij de Roemeense eersteklasser CSU Cluj-Napoca.
Het seizoen erop tekende hij een contract bij reeksgenoot CSM Oradea waar hij drie seizoenen speelde. Voor het seizoen 2019/20 tekende hij bij het Griekse Paniōnios GSS. In 2020 ging hij in de Sloveense competitie spelen voor KK Krka en keerde het seizoen erop terug naar KK Bosna waar hij zijn carrière was gestart. Voor het seizoen 2021/22 tekende hij bij de Belgische eersteklasser Union Mons-Hainaut. Na een seizoen keerde hij terug naar KK Bosna.

## Erelijst
- Bosnisch landskampioen: 2008
- Bosnisch bekerwinnaar: 2009, 2010
- Roemeens landskampioen: 2018, 2019
- Roemeens bekerwinnaar: 2016